# ВИЧ/СПИД в Бутане
Заболевание ВИЧ/СПИДом в Бутане является относительно редким среди населения. Первый случай заболевания в стране был зарегистрирован в 1993 году. Несмотря на образование и консультирование медицинского персонала, число зарегистрированных больных ВИЧ/СПИДом с начала 1990-х годов начало расти. Эта ситуация побудила правительство принять меры для препятствования распространения заболевания в числе борьбы с заболеваниями, передающимися половым путём (ЗППП). Королева Бутана Аши Сангай Чоден Вангчук приняла участие в информировании населения об этом заболевании.

## Заражённость и структура
С 1994 года в Бутане был зарегистрирован 321 случай заболевания на ВИЧ, в том числе в период с декабря 2012 по июль 2013 года было обнаружено 24 новых случая заражения. Согласно статистике 2010 года почти 91 % ВИЧ-позитивных граждан Бутана заразились из-за половых связей с несколькими партнёрами, либо из-за отсутствия презерватива.
Темпы распространения инфекции остаются небольшими. Министерство здравоохранения относит повышение заболеваемости к беспорядочным половым связям, употреблению наркотиков и распространённости ВИЧ/СПИДа в соседних странах. В группу заражённых ВИЧ/СПИДом в Бутане входят все социальные группы, в том числе государственные служащие, бизнесмены, фермеры, военнослужащие, монахи, проститутки и домохозяйки. В 2010 году домохозяек было 61 из 217 известных случаев заражения, в то время как среди работников секс-индустрии таких было 10 человек. Половина живущих с ВИЧ/СПИДом принадлежит к возрасту от 15 до 29 лет. Обнаружение заболевших ВИЧ/СПИДом в стране происходит, главным образом, во время медицинских осмотров. Урбанизированные районы, такие как Тхимпху, где есть большое количество баров, дискотек и гостиниц, наиболее подвержено распространению заболевания. По оценке газеты Kuensel только в Тхимпху были заражены 266 проституток.
В 2010 году 40 человек умерли от ВИЧ/СПИДа, а один покончил жизнь самоубийством.

## Лечение
Лечение и консультирование по вопросам ВИЧ/СПИДа доступны исключительно по программе обязательного медицинского страхования Бутана. В 2010 году лечение получили 46 из известных 217 больных ВИЧ/СПИДом. Лечение больных и заражённых людей стало поводом к общественному обсуждению. В отличие от соседних стран, Бутан никогда не проводит никаких серологических или поведенческих наблюдений за группами риска.
Люди, живущие с ВИЧ/СПИДом в Бутане, несут социальное клеймо и часто сталкиваются с дискриминацией, в том числе их принуждают покинуть место работы.

## История
В 1987 году департамент общественного здравоохранения разработал программу по информированию населения о заболевании. При поддержке ВОЗ в Thimphu General Hospital была создана лаборатория, в которой делали тест на ВИЧ. Для дальнейшего повышения уровня информированности, сотрудники Национального института здоровья семьи в 1990 году были направлены в Бангладеш для обучения мероприятиям по борьбе со СПИДом.